# Bucuria Lui Satan
Ministerul Bucuria Lui Satan, denumit și Bucuria Lui Satan (BLS), este un site web și o organizație occidentală ocultă ezoteric fondată în 2002 de Maxine Dietrich. Ministerele Bucuria Lui Satan pledează pentru „Satanismul Spiritual” și prezintă o sinteză unică a satanismului teist, național-socialismului, păgânismului gnostic, ezoterismului occidental, teoriilor conspirației OZN și a credințelor extraterestre similare celor popularizate de Zecharia Sitchin și David Icke.
Membrii cred că Satan este adevăratul tată și creator al umanității, a cărui dorință a fost ca creațiile sale, umanitatea, să se înalțe prin cunoaștere și înțelegere.

## Definiție
Orientarea ministerelor Bucuria Lui Satan este în general recunoscută de unii savanți ca o formă de ezoterism occidental. Relația lor dintre Satan este descrisă de profesorul de studii religioase, Christopher Partridge, drept „nucleul unui proiect ezoteric de transformare, bazat pe o relație personală sau mistică”.

## Istorie
La începutul anilor 2000, a început crearea Ministerelor Bucuria Lui Satan de către Maxine Dietrich. Maxine Dietrich a stabilit o ideologie satanică care s-ar prezenta ca o formă ezoterică a satanismului prin stabilirea fundamentelor sale satanice din vechile învățături din Orientul Mijlociu, Orientul Îndepărtat și Vest. Bucuria lui Satan a recreat Sigilul lui Baphomet al lui Anton LaVey, creând un Sigiliu care ar include scrierea cuneiformă în loc de litere ebraice (care scrie „Satan” în cuneiformă în loc de „Leviatan” în ebraică). Ministerele Bucuria Lui Satan au izbucnit o controversă semnificativă cu această reinterpretare și pentru disprețul lor față de misticismul evreiesc și de tot ceea ce ține de evrei.

## Credințe

### Extraterestrii
Bucuria Lui Satan prezintă diverse teorii extraterestre. Ei cred că Satan și demonii din Goetia sunt ființe extraterestre conștiente și puternice responsabile pentru crearea umanității, și ale căror origini sunt anterioare ale religiilor păgâne.

### Originile omenirii
Ministerele Bucuria Lui Satan consideră că unul dintre extratereștrii benigni, Enki, pe care îl consideră Satan însuși, a creat împreună cu colaboratorii săi de pe Pământ ființe umane prin tehnologia lor avansată de inginerie genetică. Bucuria Lui Satan consideră că cele mai importante dintre creațiile sale au fost rasa nordică - ariană. Ei declară că reptilienii și-au creat, la rândul lor, propriul lor fel, combinând propriul lor ADN cu ADN-ul umanoizilor semi-animali, rezultatul fiind identificat ca rasa evreiască.
Ministerele Bucuria Lui Satan teoretizează că, după ce extratereștrii binevoitori au părăsit Pământul în urmă cu 10.000 de ani, agenții reptilienilor și-au creat propriile religii, religiile avraamice, care au început ca rezultat depunerea și defăimarea zeilor lor păgâni. Ei susțin că aceste religii i-au calomniat pe extratereștrii benigni etichetându-i drept „diavoli” și, prin doctrinele lor, au creat un climat de teroare în interiorul umanității (de exemplu, condamnând sexualitatea), pentru a programa și controla mai bine oamenii. Ei afirmă că Satan, totuși, nu a abandonat umanitatea, cum acesta s-a revelat în Cartea Neagră a lui Satan (a nu se confunda cu scriptura ONA cu același nume).

### Teologie
Adepții Ministerului Bucuria Lui Satan sunt în general politeiști, văzând demonii din Goetia ca având o existență literală și Satan ca fiind conducătorul lor cardinal. Satan și unii demoni sunt, de asemenea, văzuți ca una dintre multele zeități și sunt echivalați cu mulți zei din culturi antice, cum ar fi Satan știind că este zeul sumerian Enki și îngerul Yazidi Melek Taus. În timp ce Satan este considerat o zeitate în BLS, zeitățile în sine sunt înțelese ca fiind ființe extraterestre umanoide puternic evoluate, neîmbătrânite, sensibile și puternice.
În timp ce Ministerele Bucuria Lui Satan apreciază fundamentele satanice ale Bibliei Satanice a lui LaVey, Introvigne descrie Satanismul LaVeyan ca fiind mai „raționalist” în comparație. În relatarea lui Asbjorn Dyrendal, el recunoaște „o atmosferă spirituală diferită de Satanismul LaVeyan”. El afirmă: „LaVey a fost capabil să sugereze realitatea forțelor misterioase, „oculte””, făcând simultan apel la un punct de vedere ateu care, a afirmat el, a fost susținut de știința modernă. Bucuria lui Satan tinde să se prezinte cu un limbaj mai simplu, spiritualizat.”
Satan este văzut ca o zeitate importantă de Bucuria lui Satan, deși nu ca un zeu omnipotent și omniprezent. De asemenea, ei consideră că Satan este un reprezentant al noțiunilor de putere, putere, dreptate și libertate. Lillith este o altă zeitate importantă pentru grup, care este recunoscută drept „patronul femeilor puternice și o zeiță a drepturilor femeilor”. De asemenea, se crede că Lilith reprezintă o noțiune virtuoasă a dreptului la avort și a controlului nașterii.

## Practici
Bucuria Lui Satan promovează o mare varietate de practici oculte, cum ar fi metode de evocare a entităților demonice și linii directoare pentru a face pacte cu acestea. Se consideră că satanismul, în practică, este adevărata natură a umanității care precede creștinismul.
Practicanții ministerelor Bucuria lui Satan pot împărtăși practici similare ale altor grupuri din secta satanistă teistă și celor clasificate în ideologia ezoterică. Potrivit autorului creștin și cercetător biblic, Josh Peck, „satanismul teist se angajează în fiecare practică New Age sub soare în dedicațiile lor față de Satan și filozofia satanică”. Referindu-se ca exemplu la lucrarea spirituală, el notează metodele lor de divinație în astrologie, magie, pendul, rune, clarviziune, vieți trecute, glanda pineală și al treilea ochi, chakre, tehnologie bioelectrică, plan astral, vrăji, șarpe kundalini, transă, precum și metode de autohipnoză, tămâie, telekineză, unde cerebrale și cântări.

### Ocultism
Jesper Petersen afirmă că practicanții care experimentează aceste meditații le pot găsi utile. Numeroasele lor utilizări ale magiei merg, de asemenea, de la simplu la complex, acestea includ vrăjitorie, vrăji și diferite tipuri de vrăjitorie. Toate acestea necesită ca practicantul să aplice în mod imaginativ cunoștințele și tehnicile specializate obiectului vrăjii, hipnotismului, vindecării și altor tipuri de magie sau divinație. De asemenea, oferă o gamă largă de tehnici oculte în magia neagră.

### Ritualuri
Potrivit lui Jesper Petersen, „Ritualurile propuse de Bucuria lui Satan sunt foarte simple și nu sunt deosebit de avansate, majoritatea constând în principal în exerciții de vizualizare, mai degrabă decât în ritualuri reale cunoscute în cultura satanică principală. În ciuda a ceea ce se crede în mod obișnuit, procesul ritualurilor lor nu este o negociere sau „exerciții ale răului, ci mai degrabă „comunicare telepatică” cu ființe antropomorfe, cu un ton aproape jovial de-a lungul diferitelor ritualuri”. BLS afirmă, de asemenea, că Satan recunoaște lipsa de fonduri și nu se așteaptă ca adepții săi să aibă obiecte scumpe pentru ritual în comparație cu idealurile unei Biserici creștine moderne. O formulare similară este folosită și atunci când se discută despre deficitul de lumânări negre.
Inițiații încep un „angajament formal” care este semnat cu sânge și ars pentru a participa pe deplin la lucrarea lui Satan asupra umanității, pentru a implica o creștere a cunoștințelor spirituale și a puterii personale. În ritualurile devoționale standard, orientarea lor este descrisă ca o trecere de la control la atașament și auto-dezvoltare, în care ritualurile lor nu sunt menite să cheme forțat demoni, ci să permită experiențe mistice și împuternicire mai în ton cu preocupările lor expresive. Partea centrală a „Ritualului lor standard către Satan” constă în citirea rugăciunilor către și „comunicarea cu tatăl Satan unu la unu”, ceea ce este considerat de Jesper Petersen „o ruptură surprinzătoare cu activitățile ceremoniale mai tradiționale cunoscute în cultura satanică principală”. Structura ritualului este, de asemenea, considerată destul de standard, după care pregătirile potrivite (scăldat, aprinderea lumânărilor și așa mai departe), ritualul începe cu sunetul clopotului și invocarea Celor patru prinți ai iadului. În partea principală, se recită Invocația către Satan, stabilind o legătură potrivită pentru rugăciune și comunicare. Practicantul, după ce își încheie eforturile, va încheia ritualul cu o încheiere urmată de fraza "Hail Satan!⁠(d)".
Proeminentă satanistă teistă, Diane Vera, o laudă pe fondatoarea site-ului Bucuria Lui Satan, Maxine Dietrich, declarând că eforturile sale de invocare reprezintă o îmbunătățire enormă față de vechile metode de grimoire lipsite de respect. Rev. Jeff Rhoades afirmă, de asemenea, că eforturile lor cu demonii sunt „cu mult mai mult respect decât majoritatea versiunilor Goetia și ale altor grimoare creștine”.
Adepții Bucuriei lui Satan se pot implica, de asemenea, în lupte spirituale, participând la ritualuri împotriva celor pe care ei îi știu că sunt dușmani ai lui Satan.

## Vezi si
- Teoria astronautului antic
- Demonologie
- Nazism ezoteric
- Ipoteza extraterestră
- Extrema dreaptă
- Meditație
- Spiritualitate